# محمد بدرالدین
محمد البدر حمید الدین (۱۹۲۶–۱۹۹۶) (۱۳۰۵ تا ۱۳۷۵) آخرین امام زیدیه در یمن بود که پس از مرگ پدرش احمد بن یحیی، در ۱۹ سپتامبر ۱۹۶۲ به حکومت یمن شمالی رسید ولی فقط توانست چند روز حاکم باشد و با کودتای عبدالله سلال که از طرفداران جمال عبدالناصر بود، در ۲۶ سپتامبر حکومت را از دست داد و. جمهوری‌خواهان، جمهوری عربی یمن (YAR) را اعلام کردند.
محمد البدر با فرار به مناطق کوهستانی شمالی، قیام مسلحانه‌ای علیه جمهوری‌خواهان سازمان داد. سلطنت‌طلبان، عمدتاً قبایل وفادار به امام و نیروهای سنتی زیدی بودند و از سوی نظام‌های سلطنتی عربستان سعودی و سپس ایران و اردن حمایت می‌شدند. در مقابل، جمهوری‌خواهان پشتیبانی گسترده‌ای از جمال عبدالناصر و سپس شوروی و بلوک شرق دریافت کردند. در ۱۹۶۳ چندین هزار نیروی نظامی مصری به یمن اعزام شد که نیز سبب مقدمه استقلال یمن جنوبی از تسلط بریتانیا شد. این جنگ، که از ۱۹۶۲ تا حدود ۱۹۷۰ ادامه داشت، در عمل یک جنگ نیابتی میان عربستان سعودی و مصر نیز بود. در طول جنگ، سلطنت‌طلبان موفق شدند برخی مناطق کوهستانی را در اختیار بگیرند، اما نتوانستند دوباره صنعا (پایتخت) را تصرف کنند.
در ۱۹۶۷ پس از شکست مصر در جنگ شش‌روزه، نیروهای مصری از یمن خارج شدند. پس از سال‌ها جنگ خونین و فرسایشی، محمد البدر در ۱۹۷۰ به تبعید در انگلستان رفت و حکومت جمهوری‌خواهان تثبیت شد. سلطنت زیدی به‌طور رسمی پایان یافت.